# Камерленго (крепость)
Крепость Камерленго (хорв. Kaštel Kamerlengo) — укрепление в городе Трогир (Хорватия), расположенное на западной оконечности островка, исторического Старого города.

## История
В 1380 году на месте будущей крепости была возведена Башня цепей.
Камерленго же построили после 1420 года, когда Трогир вошёл в состав Венецианской республики. Крепость защищала канал и порт. Стены укрепления украсили лев святого Марка (символ Венецианской республики), гербы дожа Франческо Фоскари, венецианского адмирала Пьетро Лоредана и трогирского князя Маддалено Контарини.
Камерленго строили по проекту венецианского военного инженера Пинцино из Бергамо под руководством мастера Марино Радое.
Укрепление было окружение рвом, а с северной и восточной стороны — высокой насыпью. Главные ворота с люнетом и разводным мостом были расположены на севере.
Здания во внутреннем дворе замка, в которых жил кастелян (смотритель замка) и охрана, а также часовня святого Марка были разрушены в XIX веке.

## Современность
Крепость используют как музей. На башне расположена смотровая площадка. Непосредственно к северной стене крепости примыкает футбольный стадион вместимостью около 1 000 зрителей, на котором гостевые команды принимает местный футбольный клуб «Трогир». С противоположной стороны к полю примыкает Башня Святого Марка, когда-то соединявшаяся с Камерленго.
В летний период на огромном открытом пространстве внутри крепости проходят фестивали, театральные представления, карнавалы и концерты.

## Галерея

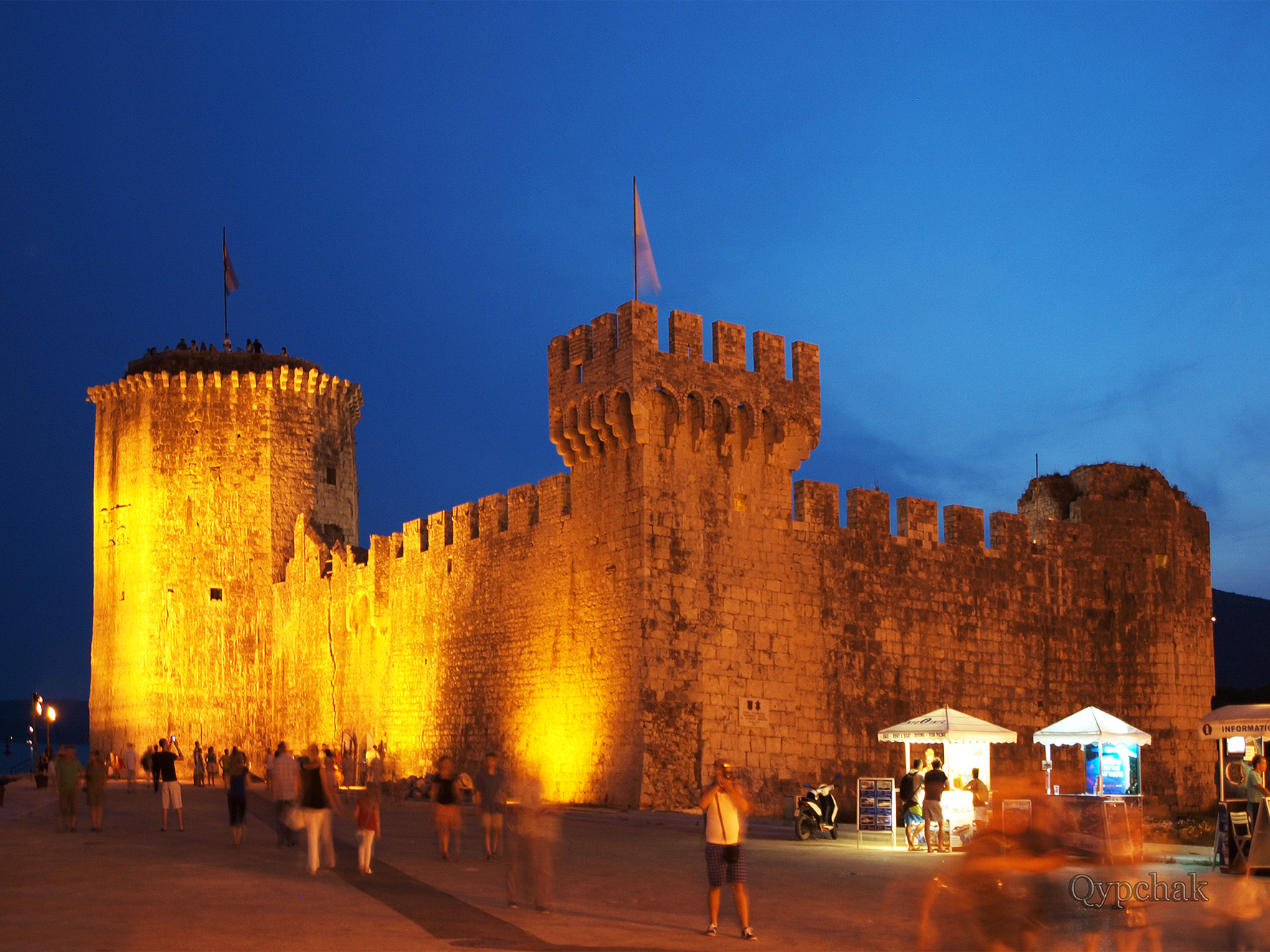
Крепость Камерленго ночью
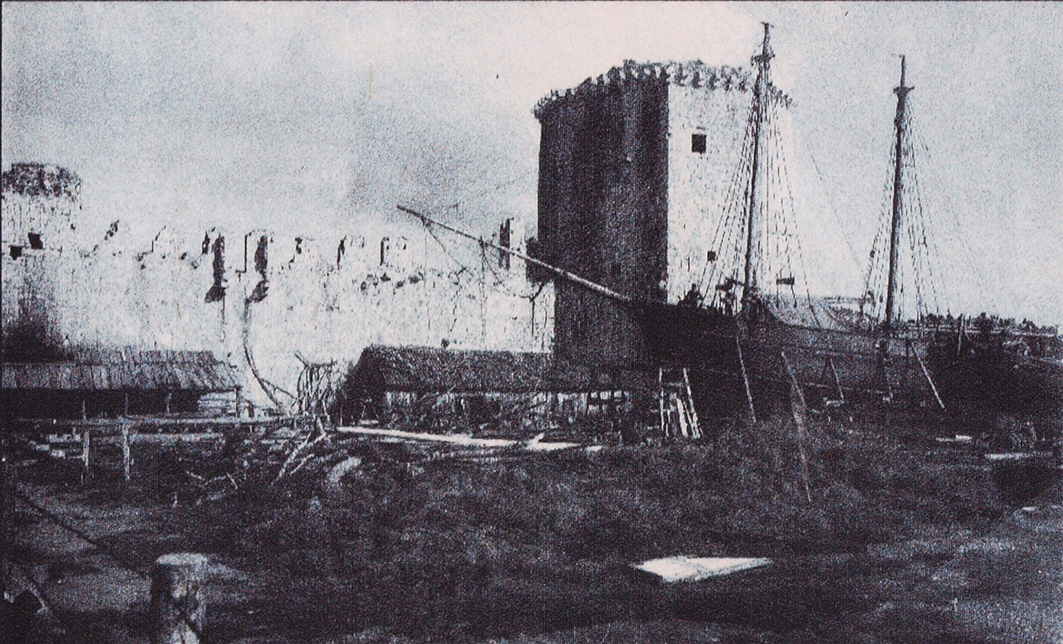
Крепость Камерленго, 1911 год.
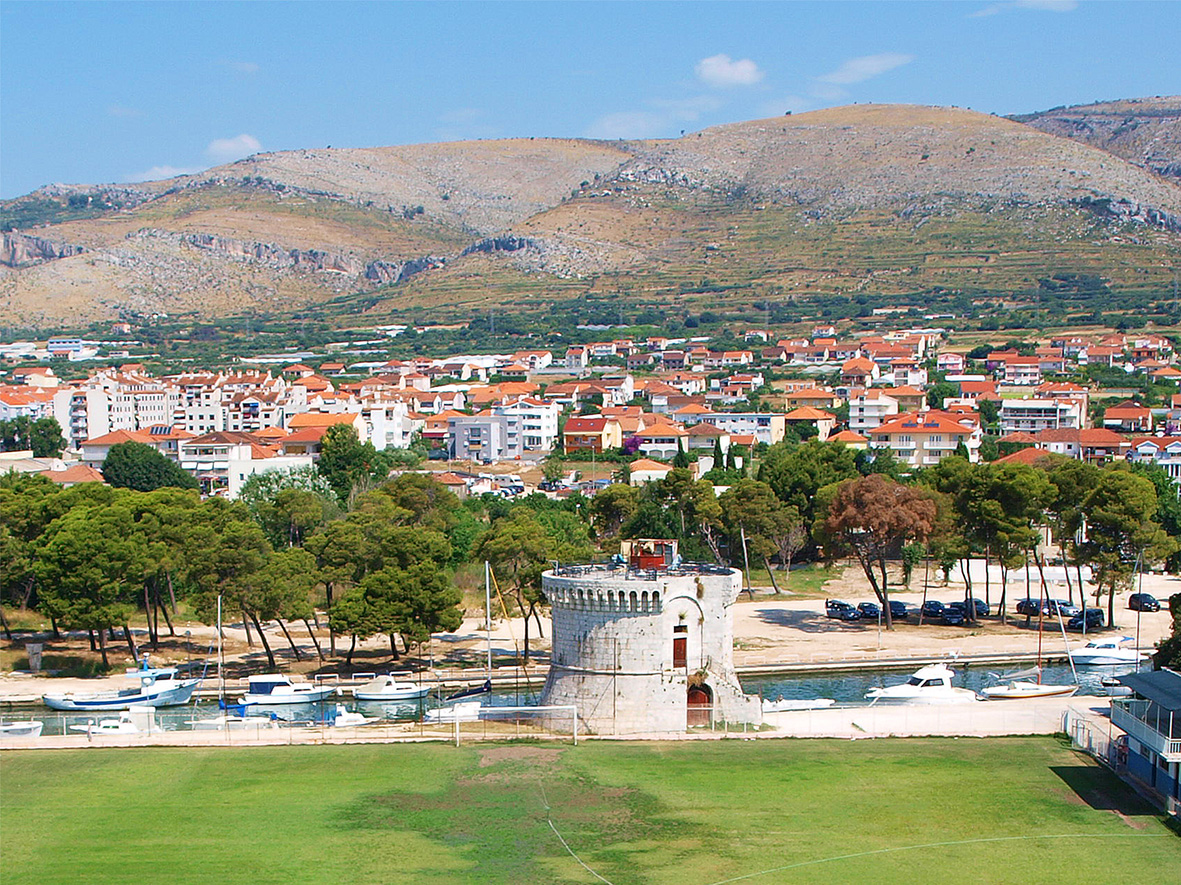
Башня Святого Марка
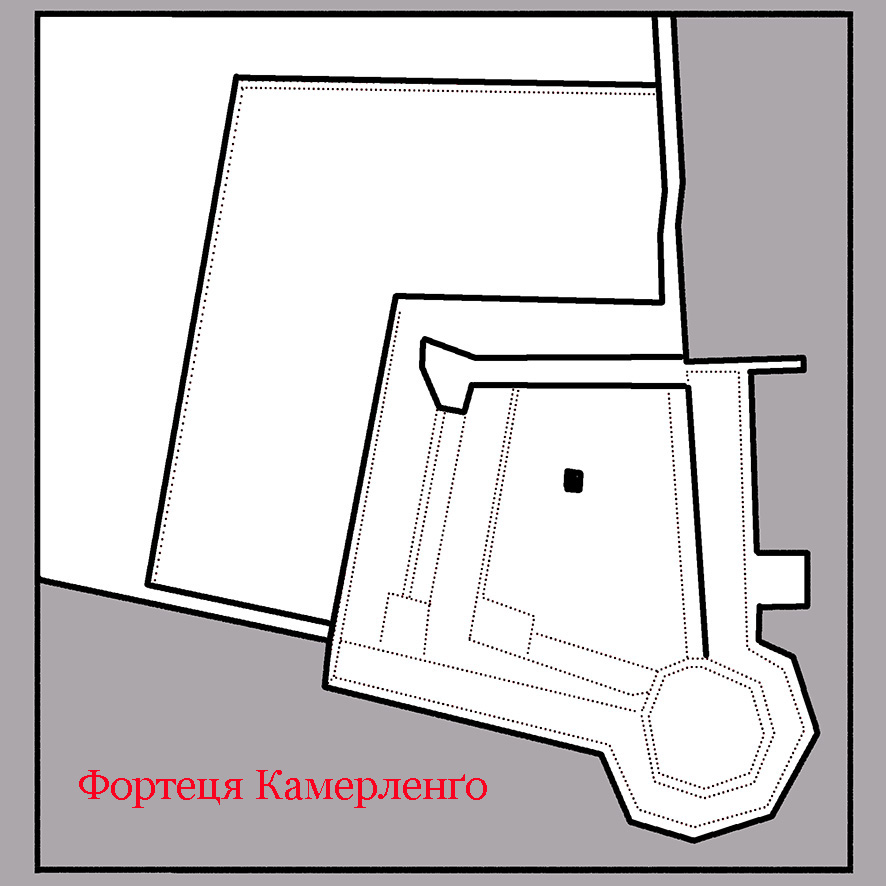
План крепости
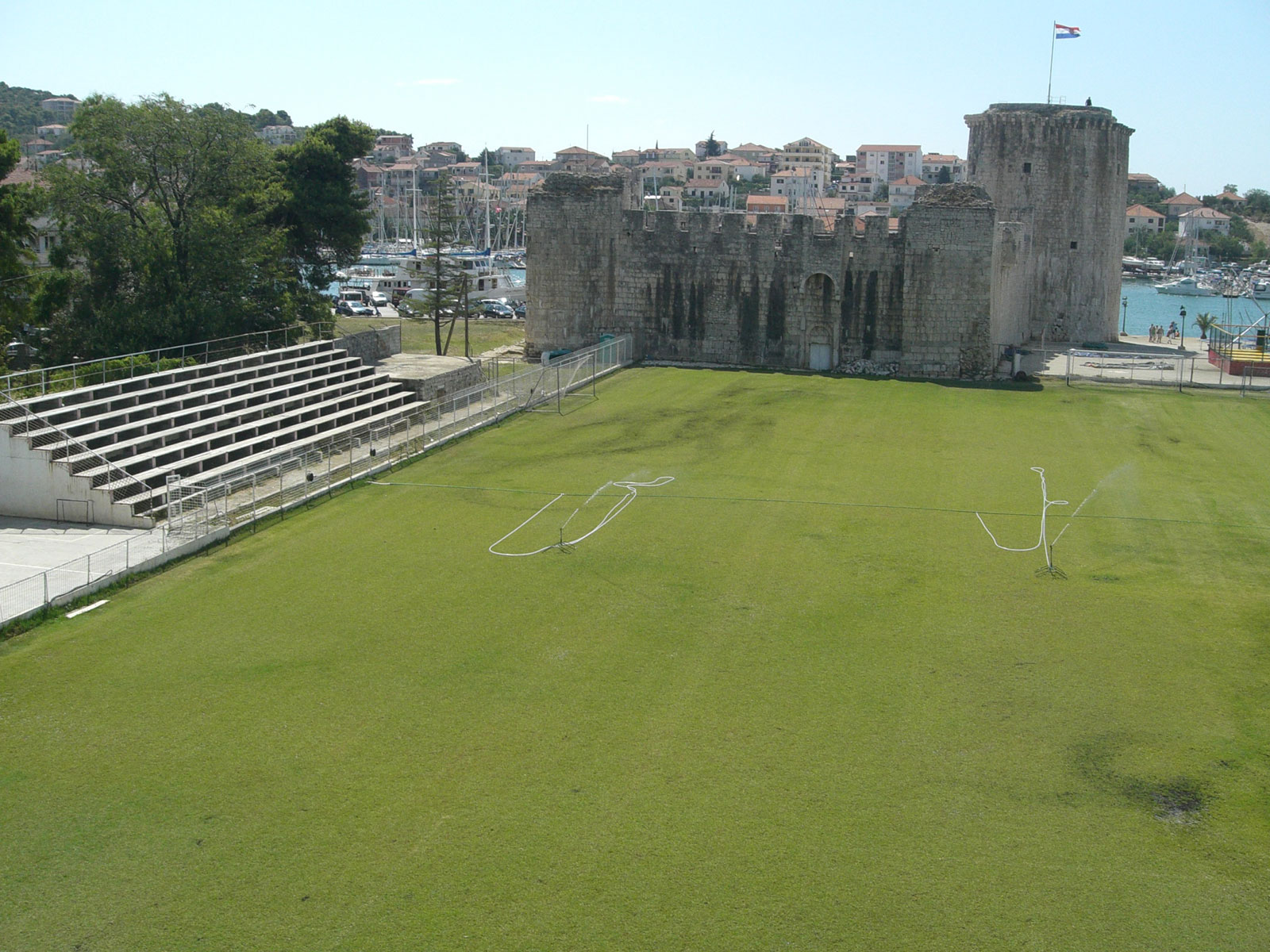
Футбольное поле ФК «Трогир»